# Thriller (Musikvideo)
Der Videoclip zu Michael Jacksons Song Thriller gilt als Meilenstein in der Geschichte der Musikvideos. Er wurde im Herbst 1983 in Los Angeles (Kalifornien) gedreht und vom Regisseur John Landis produziert.
Der Clip wurde erstmals am 2. Dezember 1983 ausgestrahlt. Er ist wesentlich länger als die gleichnamige Album-Version. Landis hat damit zum ersten Mal ein Musikvideo geschaffen, das als eigenständiger Film bezeichnet werden kann.

## Handlung
Michael sieht sich mit seiner Freundin einen Horrorfilm im Kino an, in dem sich der Protagonist (ebenfalls gespielt von Michael Jackson) nachts im dunklen Wald in eine Werkatze verwandelt und ein junges Mädchen verfolgt. Seine Freundin fürchtet sich zu sehr und verlässt das Kino. Michael folgt ihr nach ein paar Sekunden und versucht, sie zu beruhigen. Auf dem Heimweg vom Kino beginnt Michael zu tanzen und singt sein Lied Thriller. Sie gehen über den Friedhof, wo Tote zum Leben erwachen. Die Offstimme von Vincent Price ist jetzt zu hören. Danach verwandelt sich Michael ebenfalls in einen Zombie und schließt sich den anderen an, die das Mädchen umzingeln. Diese flüchtet in ein leerstehendes Haus in der Nähe, und als die Zombies ihr folgen und in das Haus eindringen, fängt sie an zu schreien. Dann erwacht sie wie aus einem Albtraum auf der Couch in der Wohnung von Michael, der sich in normalen Zustand lächelnd über sie beugt und sie beruhigt. Er möchte sie nach Hause bringen; während die beiden zur Tür gehen, dreht sich Michael am Ende noch einmal zur Kamera um – sein Gesicht wird wieder teuflisch, und das schauderhafte Lachen ertönt, welches am Ende des Liedes zu hören ist.

## Wissenswertes
- Michael Jackson gehörte zur Zeit der Videoveröffentlichung den Zeugen Jehovas an. Bevor der Film beginnt, ist daher folgende Nachricht zu lesen:

„Due to my strong personal convictions, I wish to stress that this film in no way endorses a belief in the occult.“

„Aufgrund meiner starken persönlichen Überzeugungen möchte ich betonen, dass dieser Film in keiner Weise einen Glauben an den Okkultismus gutheißt.“

- Als erstes Musikvideo wurde Thriller am 30. Dezember 2009 in das National Film Registry aufgenommen.[1]
- Thriller war zu der Zeit mit 500.000 US-Dollar (ca. 639.000 Euro)[2] das aufwändigste und teuerste Musikvideo.
- Im Januar 1984 wurde Thriller in der Musikvideoshow Formel Eins als Video der Woche in voller Länge, aber ohne Nachspann gezeigt. Wegen der gruseligen Handlung des Videos durfte diese Ausgabe der Sendung aus Jugendschutzgründen erst nach 22 Uhr ausgestrahlt werden.
- Das Musikvideo mit einem Blick hinter die Kulissen wurde auf Videokassette unter dem Namen The Making Of Michael Jackson's Thriller veröffentlicht. Es wurde bis Anfang 1986 rund 750.000 Mal verkauft und ist bis heute das meistverkaufte Musikvideo der Welt.
- „See you next Wednesday.“ („Wir sehen uns nächsten Mittwoch“) sagt Vincent Price im Film, den sich Michael und seine Freundin ansehen. Später ist derselbe Satz mit Blut auf einer Wand geschrieben zu sehen. Darüber hinaus ist der Satz ein Running Gag bei John Landis und wird in jedem seiner Filme verwendet.
- Regisseur John Landis sitzt im Kino im Vordergrund rechts mitten im Publikum.
- Auf dem Display über dem Kinoeingang steht „Vincent Price Thriller“.
- Im Film Otto – Der Film (1985) wird das Musikvideo parodiert: Otto schlägt seiner Angebeteten vor, eine Abkürzung über den Friedhof zu nehmen. Dort angekommen, offenbart er ihr, dass er „anders ist als die Anderen“ und verwandelt sich in Heino. Nachdem noch weitere „Zombie-Heinos“ ihren Gräbern entsteigen, interpretieren sie zum Beat von Thriller eine eigenwillige Version von Schwarzbraun ist die Haselnuss.
- Auftreten und Tanz der blauen Gorillas im Musikvideo des Songs Clint Eastwood der Band Gorillaz parodiert die Zombies in Thriller.

Im Musikvideo werden einige Anspielungen auf Horrorfilme gemacht, bei denen John Landis oder Vincent Price beteiligt waren:
- Das Kino, in dem Michael und seine Freundin sich den Horrorfilm ansehen, ist dasselbe wie im Film The Kentucky Fried Movie (1977), bei dem Landis Regie führte. Sogar die Originalposter von Landis’ Film Schlock – Das Bananenmonster (1973) hängen in den Vitrinen.
- Der Klang der knurrenden Werkatze während der Verwandlung ist derselbe Klang wie im Film An American Werewolf in London (1981). In diesem Film führte Landis ebenfalls Regie und schrieb darüber hinaus das Drehbuch.
- An der Außenfläche des Kinos hängt ein Poster des Films House of Wax (Das Kabinett des Professor Bondi) (1953), in dem Vincent Price die Hauptrolle spielte.